# BanG Dream! 少女樂團派對
《BanG Dream! 少女乐团派对！》，简称《Garupa》，是由武士道开发并发行的音乐游戏及视觉小说，属《BanG Dream!》跨媒体制作企划。在游戏中，玩家可以单人或多人演奏歌曲，亦可阅读乐队和角色故事。游戏支持iOS与Android平台，于2017年在日本发行；2021年，在Rocket Studio协助下，游戏移植到任天堂Switch端。
武士道启动《BanG Dream!》企划后，游戏公司Craft Egg对其颇有兴趣，决定为之制作手机游戏。游戏于2016年1月起开始开发。作品的界面力求简洁，采用Live2D技术展现角色，还通过多种方式体现出对角色的重视；玩法上难度适中，以求扩大受众面。
该作口碑良好，在日本地区的「Google Play 2017年最佳游戏」中获奖。游戏的剧情和玩法等方面受到好评，音乐品质亦受到称赞，但有评论员批评游戏过难、虚拟抽奖令人烦躁。本作曾多次与其他作品展开联动活动，还衍生出迷你动画、广播节目、漫画等作品。

## 剧情
《BanG Dream!》企划围绕女子高中生的五人乐队展开，本作沿用其角色与设定。游戏剧情分为主线故事、乐队故事、活动故事:24–25，并按「季」划分；每季与作品设定的年份对应。
主线故事以女子乐队Poppin'Party为核心。第一季中，玩家作为live house「CiRCLE」的员工，受同事月岛麻里奈的委托，为「少女乐团派对」活动招揽乐队。后Poppin'Party乐队主动参加活动，并帮助玩家招揽了Roselia、Afterglow、Pastel*Palettes、Hello, Happy World!等乐队:14。第二季围绕CiRCLE第二次举办少女乐团派对而展开，新乐队Morfonica亦加入活动:14。
乐队故事描绘各支组合的历程，展现其组建过程与成员间的关系变化。故事为章节制，部分章节改编自动画。各支乐队的故事如下：
- Poppin'Party：户山香澄进入高中后，为了寻找「闪闪发光、心动不已」的东西而组建乐队。乐队组成后，五人参加学校的文化祭，还通过了live house「SPACE」的试镜，如愿以偿登上演出舞台[12]:15[15][16]。随后，乐队听闻商店街的祭典因故取消，为了让之复活，五人创作主题曲，借助音乐感化当初的反对者[12]:15[17]。因学业压力增加，键盘手市谷有咲与乐队其他成员产生争执并疏远；在户山香澄等人的努力下，乐队重归于好[12]:15[18]。后来，她们代表「CiRCLE」参加演出，希望能够在网络上直播表演，但老板认为她们的能力不足，无法用音乐拨动人们的心弦；因此她们不断练习，最终得到老板认可[12]:15[19]。
- Afterglow：几位儿时玩伴组成乐队，后受邀参与「女子乐队演奏会」。练习过程中，键盘手羽泽鸫病倒，主唱美竹兰因花道继承之事而与父亲产生冲突。之后美竹兰用音乐上的成绩打动了父亲，得以追随音乐梦想[12]:16[20]。美竹兰已然成长，但她所作的新歌词并未取得其他成员共鸣。其他成员意识到自己水平不足，为追上其成长步伐而做出改变[12]:16[21]。她们参加了一次演出活动，但制作人更看重乐队履历而非能力，故美竹兰对其大发雷霆。她的言论流传到社交平台后迅速发酵，因此乐队遭到各个音乐活动拒绝。再度受邀参加「女子乐队演奏会」后，乐队形象得以扭转[12]:16[22][23]。
- Pastel*Palettes：一家事务所成立了Pastel*Palettes，打算作为偶像乐队而不实际演奏。但首次现场演出时设备故障，乐队不会演奏的事实公之于众。为扭转形象，成长为真正的乐队，她们开始练习乐器[12]:16[24]。随后，事务所希望成员通过个人活动提升人气，事实上宣告该组合停止活动。各成员在思考自己的梦想与目标后，决定仍然以乐队整体为重，共同参加演唱会锻炼能力[12]:16[25]。后来，姐妹团「ViVidCanvas」出场，事务所为推广该团，希望让其演唱Pastel*Palettes的新曲，但后者不愿成为垫脚石，故而反对。之后，ViVidCanvas将歌曲演绎出自己的特色，得到Pastel*Palettes认可，两者共同登上演唱会舞台[12]:16[26][27]。
- Roselia：凑友希那为实现音乐人父亲的愿望，希望登上音乐节，故组成乐队，并为达到「音乐的顶点」而练习；其他成员发现凑友希那毫不在乎乐队本身后，Roselia分崩离析。五人诚挚交流后，再度共同登台参赛[12]:17[28]。乐队受邀参加某场音乐活动时，观众反响不佳，凑友希那责怪队友，乐队二度产生裂痕。她们为找回自我而努力，敞开心扉相互交流后重登舞台[12]:17[29]。Roselia在乐队活动中表现出色，吸引了音乐经纪公司，但该公司提出的出道条件是演奏凑友希那父亲的歌曲。凑友希那因是否要坚持自我而陷入两难，最终拒绝要求，但乐队仍因高超的音乐水平而受邀参加演出[12]:17[30]。
- Hello, Happy World!：弦卷心在寻找让人快乐的事物时，邀请松原花音与自己同台表演，以此为契机决定组成乐队，希望「让世界充满笑容」。为了鼓励因受伤而失去笑容的少女，她们多次举办演唱会，终究让她重新绽放笑容[12]:17[31]。她们走进因客流稀少而困顿的游乐场，通过布置场地和举办演出，为那里注入欢笑与活力[12]:17[32]。乐队受邀前往异国参加庆典，乐队在活动中登上舞台，将欢乐带给该国公主与当地居民[12]:17[33]。
- Morfonica：仓田真白在二叶筑紫的邀请下前往live house，听到Poppin'Party的歌曲后决定成立乐队。她们演出水平欠佳，仓田真白一度萌生了放弃乐队梦想的念头。其他成员及户山香澄齐心协力，将仓田真白重新引入音乐世界[12]:18[34][35]。乐队演出水平提高后，成员们希望参加面向高中生的演出活动，但小提琴手八潮瑠唯突然提出要退出乐队，认为加入乐队仅是「自恋」与「自我满足」。后来，其他四人纷纷向八潮瑠唯吐露心声，成员重归于好后参与演出[12]:18[36]。
- RAISE A SUILEN：乐队招募吉他手后，随即参加挑战赛。预选赛的观众投票环节中，其票数曾一度遥遥领先，但最终遭Roselia反超。珠手知由迁怒于队员，令乐队四分五裂。朝日六花和佐藤增姬四处奔走，帮助珠手知由解开心结，乐队在决赛中摘得桂冠[12]:18[34][37]。后来，乐队参加了一场大型室内音乐节。珠手知由的母亲亦前往观看，演出结束后给予高度赞赏。然而，这种赞赏一如既往地只肯定她的努力而非音乐本身，令她感到不满，长期以来的心理阴影也随之浮现。为化解这一问题，其他成员劝导珠手知由，助其找回状态[12]:18[38]。
- MyGO!!!!!：高松灯曾与其他成员组建CRYCHIC乐队，但最终解散。千早爱音从英国转学到日本后，邀请高松灯组建新乐队，并吸引到原CRYCHIC成员长崎爽世、椎名立希，以及新成员要乐奈。但长崎爽世一心希望重建CRYCHIC，与其他成员产生摩擦，致使新乐队解散。高松灯鼓起勇气，逐个挽回乐队成员，并借助日复一日的诗歌朗诵传递心声。最终众人受到感召回归舞台，共同完成即兴表演，重组成为「MyGO!!!!!」乐队[39]。

游戏活动通常也会附带相应剧情:25。例如在SAKURA*BLOOMING PARTY!中，各个乐队的一年级学生聚到一起赏樱；在中，Roselia的主唱湊友希那为演出父亲所写的歌曲而苦恼。

## 玩法

演奏歌曲时的截图。轨道上展现了黄色、蓝色、绿色、粉色四种类型的音符。两位角色出现在独立切片中，表示她们正在互动

《BanG Dream! 少女乐团派对！》以虚拟偶像为题材，旨在让玩家「亲身感受乐队生活」，通过「节奏游戏玩法」与「青春乐队故事」两部分交替呈现:24。游戏核心玩法在于演出歌曲，该模式采用了传统音乐游戏中的音符下落判定方式。屏幕上共有七条轨道。玩家需根据音乐节奏，击打下落至判定线的音符。音符分多种类别，包括需点击的蓝色音符、需长按的绿色长条音符、需滑动的粉色音符、需侧滑的橙色及紫色音符；某些地方设有特殊的黄色音符，点击后会施展乐队成员的技能（如减少失误判定等），并播放相应台词。玩家可调整多项游戏设置，还可更改演奏效果及皮肤。
演出前，玩家需选出5名角色组成出场队伍，可跨乐队混合搭配成员。游玩时，背景会出现2D的Q版出场角色的形象，角色间还会相互交流互动。部分歌曲亦有特殊背景画面，如音乐视频（MV）和3D动画。每次演出开始时，玩家有一定生命值，演奏失误则会有所损失。完成演出后，玩家会获得经验值和游戏道具，也能提高出场成员及其所处乐队的等级，可用于推进情节:17。该作中无体力限制，玩家可无限次游玩歌曲；但有类似的加成道具「LIVE BOOST」，消耗后会随时间恢复。玩家若在演出前使用该物品，则能在演出完成后获得数倍奖励。此外，游戏还内置战斗通行证机制。
演出包含单人模式「自由演出」以及多人模式「协力演出」。「自由演出」模式下，生命值耗尽时演出失败，但玩家可消耗游戏内货币回复生命。「协力演出」支持至多五名玩家同时演奏，最终会统计总成绩。该模式下分为不同房间，部分房间对乐队实力有所要求。游戏过程中，玩家若在固定的「FEVER CHANCE」阶段积攒足够的连击次数，则可触发「FEVER」模式获得额外分数；若生命值归零，演出仍会继续，但得分会减少。游戏还设有单人模式「舞台挑战」，需要以指定乐队成员游玩，并达到得分要求；亦有「排练模式」，此时玩家即使耗尽生命值，也能继续游玩；同时也有「自动演出」功能。活动期间，可能会推出特殊的游戏模式：如「团队演出FES活动」为两支五人团队间的对抗玩法。
每首歌曲提供多种难度等级。其一般为约1分30秒左右的剪辑版，也有部分为完整音源。游戏曲目类型多样，既包含乐队原创作品，又涵盖翻编自动画歌曲与日本流行音乐等的流行曲目:25，同时还有与原唱艺人合作演绎的「EXTRA曲」。游戏会举办「总选举」活动，让玩家票选相应乐队或特定组合，胜出者会推出相应歌曲，并收录到游戏中。某些地区会收录限定歌曲：如韩服与女子偶像团体GFRIEND合作，加入了〈今天开始我们〉与〈Time For The Moon Night〉两首单曲；英文版曾限时收录了碰碰狐版的〈鲨鱼宝宝〉、daniwellP的〈彩虹猫〉等歌曲。
除音乐游戏玩法外，玩家还可体验各类故事，包括主线故事、乐队故事、活动故事等:24–25。故事以视觉小说的形式呈现，玩家可以执行跳过、快进、自动播放、查看记录等操作；其中角色采用Live2D技术，以2.5D形式展现，能做出多种表情与动作，且配有语音。主线故事对玩家等级有所要求，乐队故事则需提升对应乐队的等级后才可解锁；活动期间，玩家可挑战歌曲，累积分数参与排名，并阅读对应的活动故事:25。游戏地图分为多处场景，随着剧情推进而逐步解锁。玩家点击散布各地的角色后，可以赚取经验并触发角色语音，包括成员独白与互动，补充了游戏剧情。玩家还可在商店中购买乐器等道具，使用道具演出时，可获得分数加成等效果。
游戏另设置有角色养成系统。角色以卡牌形式存在，同一角色有多种不同星级的卡片，高星卡得分更高且技能更强，还带有角色专属故事:24。角色达到指定等级后，可消耗特定道具完成进阶，获得新外观:24:17。玩家参与部分活动能够获得卡片，花费虚拟货币也能抽取卡片；该货币可通过游戏中免费渠道获取，还可在微交易中获得:24。

## 开发与发行

《BanG Dream!》企划标志

武士道公司因音乐游戏《Love Live! 学园偶像祭》大获成功，故意识到音乐题材的潜力，后于2014年启动了《BanG Dream!》跨媒体制作企划。企划启动之初，创始人木谷高明即希望将游戏作品纳入其中。与CyberAgent旗下的游戏公司Craft Egg接洽时，对方对该企划相当感兴趣；在观看了首支乐队Poppin'Party的现场演出后，遂同意为《BanG Dream!》开发手机游戏:46–47。开发团队考虑到企划特点，最终选择音乐这一游戏类型。本作使用Unity引擎开发。其于2014年底开始构想:46，2016年1月起开发，原计划于2017年3月上线，与第一季动画结束时间同步。
作品的游戏界面力求简洁，采用白灰为主、粉色为辅的色调，几乎不使用图标动画，将界面元素与内容加以分离，以突出角色立绘与插图。项目早期仅有两名设计师，后增至三人。游戏采用Live2D技术展现剧情玩法中的角色：该技术将2D人物拆分为多个部分，开发者再分别设定各部分的动作，即可实现角色的运动效果。人物主要采用了赛璐珞动画的风格，并辅以柔和的渐变效果；其色彩多样，追求华丽与视觉冲击力。
游戏收录企划原创曲与翻唱曲，团队希望保持两者数量平衡。游戏之所以收录翻唱曲，是因为Poppin'Party在初期现场演出中，因原创曲不足而翻唱其他动画歌曲，取得良好反响。为体现差异化，游戏采用能够免费游玩翻唱曲的方式。歌曲的创作与改编主要由Elements Garden操刀，也有部分由SUPA LOVE等其他团队负责。创作原创曲时，团队在游戏剧情的基础上，希望能够带动听众的情绪共鸣，并强化玩家与角色间的纽带:40,49。
整体玩法上，为促进玩家长期参与，同时「丰富用户生活」，团队在控制游戏强度、降低时间负担的同时，也构建了具有深度的内容体系:41。为扩大玩家受众，并让所有玩家都能享受演奏过程，开发商在音乐游戏部分的设计上采取整体难度适中、提供多重难度选项的策略:41。公司有专门负责谱面的团队，以打磨演奏难度；他们刻意避免需同时按下三处及以上音符的场景，保证玩家手持或放平设备时均可畅玩。多人游戏模式为该作亮点，团队在此花费了不少时间。
角色是游戏的主要卖点。团队提及，他们秉持着「珍视角色」的公司文化开发游戏。设计师希望玩家更多地接触角色、了解角色，进而接触企划其他作品。为保证角色演奏符合实际，武士道还邀请ESP吉他公司共同设计乐器。世界观设定上，由于游戏随整体企划共同推进，角色的具体个性设定、说话风格等在开发初期尚未明确，游戏团队没有自作主张，而是向电视动画的制作团队请教:47。为推动剧情发展，游戏展现了角色与乐队的成长过程。角色与声优的关系方面，游戏希望虚构角色能与现实声优相互融合。例如，演唱会中声优发言与现场气氛等等，会逐渐渗透进游戏，像是角色和乐队在「自然生长」。声优在录制对话时，通常按特定组合或乐队分组，以确保氛围自然。
宣传方面，木谷高明自称，游戏开发初期并未做过多宣传:47。不过，由于第一季动画口碑不佳，木谷高明决定大力宣传游戏，呼吁大家预注册。同时，为了将游戏推向不熟悉游戏和动画的群体，该作常与其他企划及作品展开联动:48。2016年9月15日，官方于东京电玩展上公布游戏制作的消息。2017年1月1日，游戏开放先行注册。同年2月17日，游戏开始封闭测试。2017年8月，Craft Egg官方出席漫画博览会，确认本作将于台湾发行，这是游戏首次进军海外市场。
移动端方面，2017年3月16日，游戏在日本推出；同年9月，由移動怪獸发行的繁体中文版于台港澳地区开放预先注册，后于10月3日上线；韩国服由Kakao Games运营，于2018年1月16日开放预约，25日开启封闭测试，次月6日开服；英文版最早于2018年3月29日在新加坡上线，后于4月4日面向全球发行；中国大陆由哔哩哔哩代理，于2017年11月开启预约，但由于“版号寒冬”，直至2019年3月才获得国家新闻出版署批出的游戏版号，满足商业发行要求，同年5月9日开启删档测试，5月30日上线iOS版，6月5日在全平台上公开测试。2023年10月11日，韩服宣布于2024年1月31日停运。
2021年2月28日，武士道宣布本作将移植至任天堂Switch平台，由Rocket Studio协助开发。其于2021年8月5日推出试玩版，同年9月16日在日本发售。该版本适配了按键操作及Joy-Con手柄，还设有单独的难度设计:18。其取消了虚拟抽奖机制，玩家通过完成任务和阅读故事即可得到角色卡片。同时该版并未设置「LIVE BOOST」机制，也没有多人合作模式:19。上线初期，该版仅开放主线第一季剧情及对应的大多数角色，但不包括活动剧情与角色；2022年1月，游戏通过可下载内容，增加了Morfonica和RAISE A SUILEN等第二季的乐队相关内容。
2023年12月18日，Craft Egg宣布其运营困难，将于2024年1月4日起停止联合开发，后续开发工作将完全由武士道接手。

## 评价与影响
| 媒体   | 得分      |
| ------ | --------- |
| Appget | 移动端：  |
| Fami通 | NS：31/40 |

本作口碑良好。Sentai Filmworks称游戏总体上让人欲罢不能。评测媒体Appget的納谷英嗣称其「纯粹作为音乐游戏也足够优秀」。XDA Developers的记者将之列为2020年最佳Android游戏之一，称其为「超级甜美的节奏游戏」。流媒体服务公司HIDIVE认为该作饶有乐趣，如同名动画般引人入胜，堪称「梦幻游戏」。
游戏模式与题材评价正面。游戏大观指出该作和《Love Live! 学园偶像祭》相同，融合了音乐游戏与剧情冒险两大玩法。游戏东亚的评测员 Gim Nam-gyu亦持有相同观点，称之好比《偶像大师 灰姑娘女孩 星光舞台》的「乐队版」，这种游戏模式在韩国较为新鲜。游戏大观提到，此作在前述模式的基础上，还融入了角色扮演玩法和强社交元素，分别能够提高玩家的付费意愿和活跃程度，开创了音乐游戏的新时代。不过iNews24的记者 Mun Yeong-su提出，游戏设计者也力图满足「宅文化」用户的情感投入。他观察到，游戏需通过第三方平台登录，但不会同步社交关系，因此也适合喜欢悄悄游玩的玩家。《Game Channel遊戲頻道》在试玩后评测道，该作的培养要素浓厚，等级培养与抽卡机制能吸引玩家持续游玩:15。游戏葡萄的依光流分析称，该游戏既强调乐队元素，又贴近日本流行音乐文化，弥补了相关市场的空缺，从而扩大了游戏受众面。分析道，传统的节奏游戏依赖重复练习提升水平，从而带来成就感，但玩家容易对练习过程感到疲乏；但本作融入剧情，玩家会为乐队的成长故事所吸引，产生继续游玩的兴致。他还提及，该作虽然较为小众，但目标玩家非常明确：喜爱日本动画、喜欢美少女角色养成、对节奏游戏感兴趣，因此称它为「直击喜爱美少女风格男性玩家的定制品」。他赞扬角色收集机制能拓宽受众基础，每支乐队都有专属剧情线，玩家会收集并培养所青睐的乐队成员角色，即使不熟悉节奏游戏也能加入进来。不过，他也承认抽卡机制是游戏一大痛点，但也称开发商并未强制让玩家花钱。同样抱怨其「有时会让人烦」，但她也称「不用课金也能玩得很好」。《Game Channel遊戲頻道》也持有类似观点，称游戏抽卡概率偏低，但也指出卡牌仅是影响节奏部分的分数评价，不影响游戏其他方面，且玩家可以多花时间达到相同效果:15。游戏代理商在中国大陆与韩国的本地化受到好评。
冒险模式中的角色与剧情受到好评。媒体ComicsVerse的认为本作的主要魅力在于角色互动，并称之像「能玩的动画」。认为游戏突出叙事这一要素，将美少女乐队的成长历程描绘得引人入胜，激发了玩家的情感共鸣。同时，本作虽以节奏游戏与冒险探索为主体，但他认为后者是该游戏真正的特色。玩家通过地图探索和角色互动，能够体验到类似于恋爱养成游戏的亲密感氛围，其更接近心跳回忆系列的纯爱风格，而非《同级生》那般成人化。《Game Channel遊戲頻道》也称，游戏地图遍布音乐少女的互动与对话，日常感十足，「就像随处可见的邻家少女一样」:15。Siliconera的认为其有别于《Love Live! 学园偶像祭》以及，指出本作不再围绕单一组合展开，而是以多支女高中生乐队为主角，且团体风格多样，几乎可以覆盖不同玩家的审美取向，设计别具一格。她还评论道，角色间的对话真实，能让玩家产生共鸣，沉浸到游戏中。依光流称游戏剧情丰富，用「画风欢快、人设活泼的多乐队群像」展现出游戏的内核及价值观。《Fami通》的 Tamago o Mamoru Amemiya赞扬剧情充实，玩家能够自行组建理想中的乐队；不过 Jigoro☆Ashida和戶塚伎一认为Switch版与手游相差不大，没有太多新内容。本作的角色演出也受到广泛好评，尤其是Live2D技术的应用。Gamer的TOKEN在参与封闭β测试后，赞赏角色的设计理念特点鲜明且个性丰富，Live2D让角色的表情和动作生动而丰富。納谷英嗣指出，角色演出以Live2D及全语音的方式呈现，沉浸感强。还赞扬声优配音演技丰富，让人想起日本动画，给游戏带来不少乐趣。依光流认为，该作是当时少有的全方位应用Live2D技术的游戏，于同类作品中独树一帜。HIDIVE指出，角色的动画效果与其性格相匹配。例如，Roselia的凑友希那端庄冷静，动画中也极少流露笑容。游戏场景中存在一些次要角色，他们虽然不能与玩家交互，却让地图画面更加充实。
游戏曲库阵容与节奏模式体验获正面评价。评价道，游戏音乐如同角色般可圈可点。依光流赞扬游戏收录曲目的品质很高，称音乐偏向于日本流行和软式摇滚的风格，节奏鲜明。赞扬曲库很充实，而同样来自《Fami通》的 Kushida Namuko认为游戏曲目种类丰富，但Switch版的曲库稍显贫乏。納谷英嗣与INSIDE的编辑 Chappurin均赞扬其翻唱曲丰富，且都能免费解锁。依光流认为改编的翻唱曲展现出了乐队特点。他还高度评价游戏的演奏模式，认为音乐节奏明快且谱面变化丰富，二者结合能为他带来「爽快感」。納谷英嗣称，该作的节奏模式部分完成度很高。《Fami通》的评论员一致赞赏Switch版的操作方式，尤其是Joy-Con体感操作能够降低门槛并增加沉浸感。多人模式得到普遍赞赏。依光流指出，该模式下各玩家为合作关系，不会因个人分数的差别而有奖惩措施，适合好友间切磋或帮助。提到，「在线与朋友共玩相当欢乐」。还提及，多人模式中，用户以表情印章相互交流的方式很有趣。Sentai Filmworks认为本作的一大特点是角色在节奏游戏的背景中互动。4Gamer.net的Rin对3D演出模式给予好评，说「一边欣赏表演、一边打节奏游戏」虽富有挑战，但增加了玩家沉浸感与角色临场感。演出中，角色有时会演奏非本职乐器，例如键盘手市谷有咲可以弹奏吉他并担当主唱，让人耳目一新。
游戏难度方面，评价因玩家经验不同而存在分歧。评论道，该作节奏游戏部分类似于《音速出击》以及DJMAX系列游戏，挑战性十足，足以媲美纯正的音乐游戏。但他认为，本作以玩家技术为核心，虽对有节奏游戏经验的玩家来说容易上手，但对将其视作美少女游戏的玩家并不友好，多数玩家难免手忙脚乱。也有类似观点，提到游戏新手引导比较简短，给玩家「过多的自由度」，对熟悉音乐游戏的人来说是好事，但对新手却反而不便。不过他也称，此作的玩法「虽然复杂，但回报丰厚且非常有趣」。納谷英嗣在评测中写道，该作展现出类似太鼓达人系列以及《Pop'n music》等街机游戏的轻松体验特点。他还认为，多人模式虽有门槛，但普通玩家也能乐在其中。HIDIVE称，该作不仅为新手准备了上手引导，而且还保留有进阶挑战内容供老玩家尝试。Sentai Filmworks在评测中写道，游戏虽富有挑战，但也适合不同层次的玩家。还指出，游戏中未设计体力系统，玩家可以畅玩游戏，体验非常友好。依光流认为，该作节奏部分玩法与传统音乐游戏区别不大，但是玩家需要一段时间适应判定机制，设计总体而言「相对偏硬核」。游戏基地也认为本作如同竞技游戏般，可供设置的选项很多，显得十分专业。2017年漫画博览会上，对于媒体事先提出的「音乐游戏部分的判定较为严格」这一意见，Craft Egg董事兼制作人近藤裕一郎回应道，节奏游戏在日本的发展时间较长，当地玩家有一定基础，因此制作组并未大量收到有关难度的反馈。
用户评价上，游戏于日本刚推出时，在iOS的App Store上的平均评分为五星，下载量一度超过《Love Live! 学园偶像祭》和偶像大师系列游戏；上线两年内，其一直位于iOS游戏畅销榜前列，推出游戏内容更新时排名会上升甚至登顶。在中国大陆上线当日，游戏登上iOS的游戏免费榜第五、音乐类游戏畅销榜第二。2019年5月，该作在哔哩哔哩上的评分为8.7分（满分10分），依光流认为这「属于非常高的区间」。台湾淡江大学的林沂慶分析用户评论后发现，不少玩家在更换游戏设备时，遇到丢失账号数据的情况:54–55。
作品人气方面，日本地区，游戏上线时即有超56万玩家完成预注册。该作推出后六个月即突破四百万次下载。截至2022年11月，日服用户量突破1600万。2021年，日本LINE公司的调查显示，该作位列「本女高中生最沉迷的游戏」榜单第四位。根据IGAWorks的数据，游戏于2017年创收91亿日元。海外地区，其全球英文服上线两个月后便突破一百万下载，至2018年8月累计达一千万。韩国地区预注册时，人数超过50万。2020年9月，官方宣布全球用户突破2000万人。ComicsVerse的评论员评价，该游戏或许是企划中最有人气的虚拟产品。2018年，木谷高明在接受Real Sound访谈时，谈及游戏上线后企划人气大涨，「所有东西都极速飙升」，并指出游戏的「完成度」是原因之一。Craft Egg首席执行官森川修一也表示，游戏上线后的人气远超预期。
该作亦成为学术研究的对象。Fadhila等人在2021年的论文中指出，《BanG Dream! 少女乐团派对！》可用作音乐学习的辅助媒介。研究表明，即便是非专业人士，若能长期坚持游玩，则其音乐感知能力可能与专业音乐人持平。
本作在日本地区的「Google Play 2017年最佳游戏」中，于「用户投票」与「吸引力」两个类别中获奖。

## 衍生作品

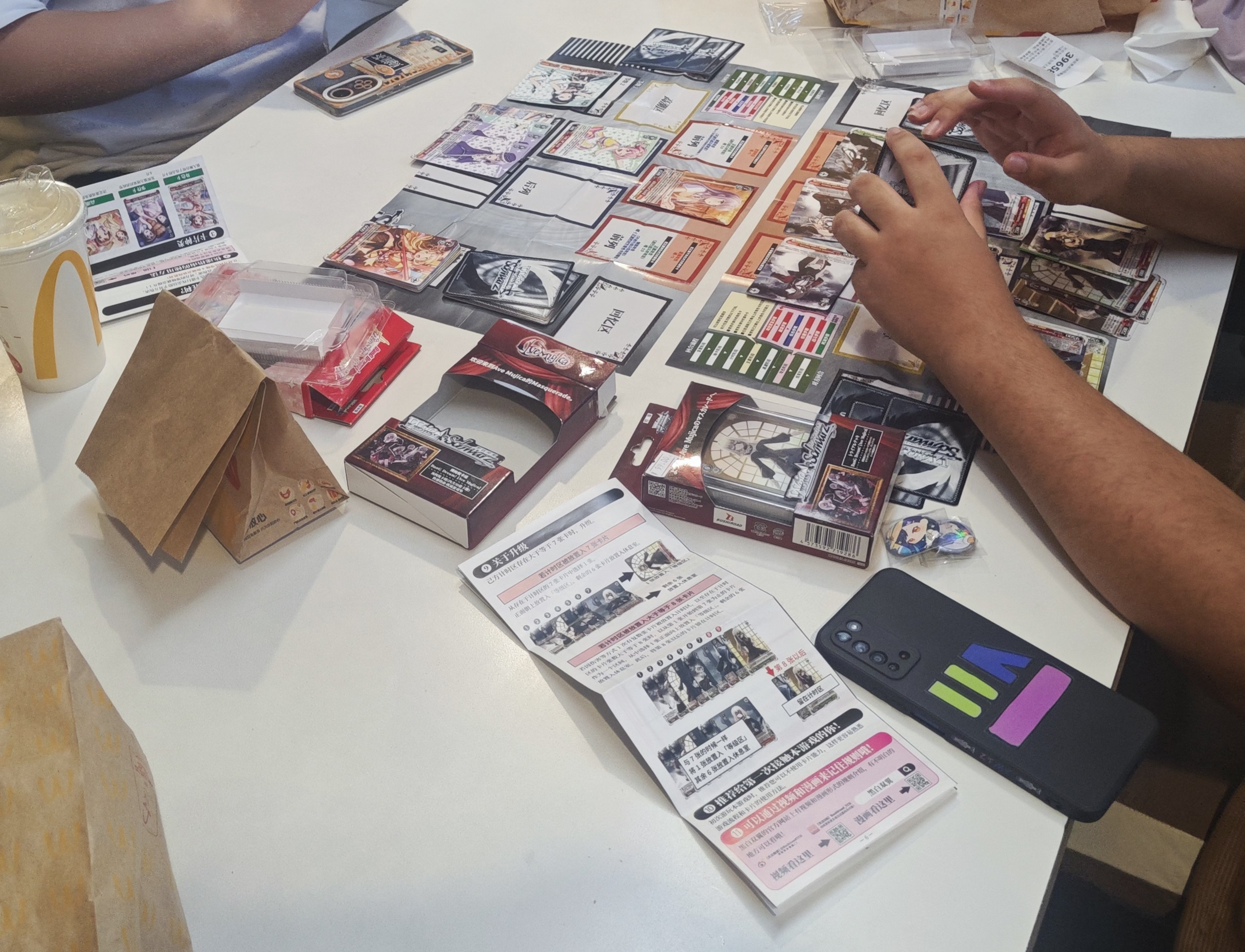
两位玩家正在游玩《黑白双翼》这一集换式卡牌游戏，左方所用卡片以《BanG Dream! 少女乐团派对！》为主题

《BanG Dream! 少女乐团派对！》中的部分翻唱曲收录于专辑系列《BanG Dream! Girls Band Party! Cover Collection》中，该系列首张专辑于2018年6月发行，截至2024年10月共发行9张。该作衍生的迷你动画剧集《BanG Dream! Garupa☆Pico》于2018年7月5日开播，由三次元制作，角色采用Q版形象；后在2020、2021年分别追加了两部续作。2022年3月，为庆祝游戏五周年，官方推出两集纪念动画《-CiRCLE THANKS PARTY!-》。2020年3月24日起，广播节目《BanG Dream! Girls Band Party! presents Morfonica Radio》开始播出；同年10月25日，官方开始播出广播《BanG Dream! Girls Band Party! presents AfterglowSTUDIO》。此外，武士道还发行了以本作为主题的《黑白双翼》卡牌。
游戏亦有多部改编漫画。2017年4月25日与10月25日，官方分别发行了《BanG Dream! Girls Band Party! Roselia Stage》的1、2卷，内容为Roselia乐队的故事。2019年3月14日，武士道与联合发行了《BanG Dream! Garupa☆Pico》漫画选集，收录了17位漫画家创作的作品，后于次年4月22日发布第二卷。2021年3月16日，武士道还推出了改编自游戏活动剧情的漫画《BanG Dream! Girls Band Party! The first page》。2022年2月28日，武士道开始发售《BanG Dream! Girls Band Party! Event Diary》，讲述角色的日常生活。2024年3月8日，武士道发行了迷你角色风格短篇漫画集《BanG Dream! Girls Band Party! Comic Anthology on Parade!!》。

## 脚注